# Compsomyces macropoda
Compsomyces macropoda är en svampart som beskrevs av Speg. 1931. Compsomyces macropoda ingår i släktet Compsomyces och familjen Laboulbeniaceae.   Inga underarter finns listade i Catalogue of Life.